# Жильбер Бозон
Жильбер Бозон (фр. Gilbert Bozon, 19 березня 1935 — 21 липня 2007) — французький плавець.
Призер Олімпійських Ігор 1952 року, учасник 1956 року.
Чемпіон Європи з водних видів спорту 1954 року.